# 杨曹文梅
杨曹文梅（英語：Linda Tsao Yang，1926年—），美籍华人，原美国驻亚洲开发银行大使。

## 生平
杨曹文梅出生于上海，1945年毕业于上海圣约翰大学。1946年赴美国哥伦比亚大学商学院深造，后在美国定居。1980年至1982年间曾任加州储蓄贷款局局长，是首位担任此职的女性以及少数族裔。1993年至1999年间，她被比尔·克林顿总统任命为美国驻亚洲开发银行大使及执行董事，是首位被美国政府委任为多边金融机构执行董事的女性。1998年，加入美籍华人精英组织百人会。2001年出任亚洲公司治理协会（ Asian Corporate Governance Association）理事长。2014年退任后继续担任荣誉理事长。此外，她还曾任加州公务员退休基金管理委员会副主席、亚洲基金会董事、中银香港独立非执行董事等职。

## 家庭
杨曹文梅的丈夫杨安慈是原加州大学戴维斯分校教授。两人育有两子。

## 荣誉
获得过美国财政部杰出服务奖章（1999年）、香港董事学会年度董事奖（2008年）、“上海市荣誉市民”称号（2016年）、百人会“2018年美中关系杰出领袖奖”等诸多荣誉。